# Thistleton
Thistleton est un village et une paroisse civile d'Angleterre, situé dans le nord du Rutland. Au recensement de 2001, Thistleton avait 99 habitants. À celui de 2011, sa population toujours inférieure à 100 personnes a été comptée avec celle de la paroisse civile de Stretton.

## Histoire
La région comporte des traces d'occupation britto-romaine, notamment un temple assez important et peut-être un petit marché. Au nord du village, on a extrait des grès ferrugineux utilisés pendant des siècles dans les constructions locales. Cette exploitation n'a pas complètement effacé les traces archéologiques, qui montrent que l'implantation britto-romaine faisait au moins 0,40 km2.

### Combat de boxe

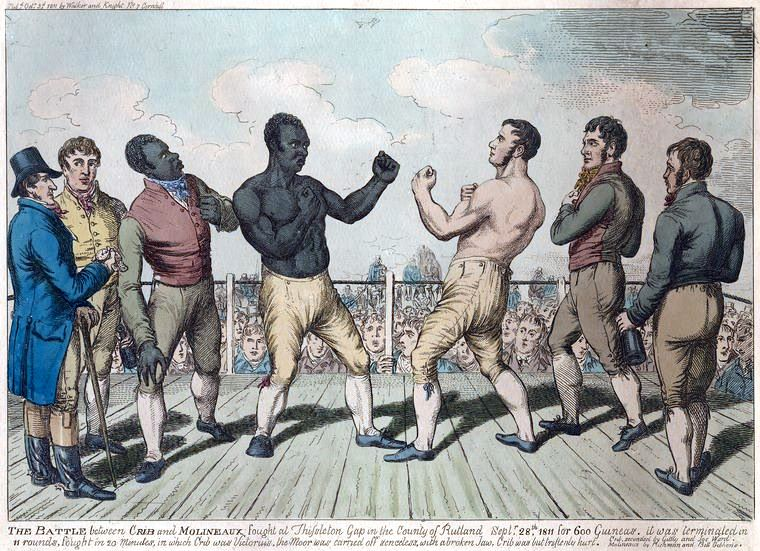
Combat de Molineaux (à gauche) et Cribb (à droite) — gravure coloriée à la main, 1811.

Le 28 septembre 1811, une foule de peut-être 20 000 personnes s'est réunie à Thistleton pour assister à la revanche du combat de boxe à mains nues de l'Américain Tom Molineaux contre le champion d'Angleterre Tom Cribb. Celui-ci l'a emporté, comme l'année précédente.